# Psychotria guaremalensis
Psychotria guaremalensis är en måreväxtart som beskrevs av Paul Carpenter Standley. Psychotria guaremalensis ingår i släktet Psychotria och familjen måreväxter. Inga underarter finns listade i Catalogue of Life.